# جين كولير
جين كولير (بالإنجليزية: Jeanne Collier)‏ هي غطاسة أمريكية، ولدت في 15 مايو 1946 في إنديانابوليس في الولايات المتحدة.

## وصلات خارجية
- جين كولير على موقع الاتحاد الدولي للسباحة (الإنجليزية)
- جين كولير على موقع اللجنة الأولمبية الدولية (الإنجليزية)
- جين كولير على موقع أوليمبيديا (الإنجليزية)